# ドデカミン
ドデカミン（Dodecamin）は、アサヒ飲料が発売する炭酸栄養ドリンク。
ネーミングは、ビタミンやアミノ酸が合計12種類入っており、ギリシア語で12を意味する「Dodeca」から。

## 概要
ビタミン・アミノ酸入りの炭酸飲料として、2004年4月14日に販売開始。
コンセプトはリポビタンDのキャッチコピー・『ファイト・一発!』と対抗して、『"ファイトバクハツ"』。
500mlペットボトルが主力及び定番商品であるが、途中からボトル缶入りの発売も開始した。
ディスカウントストア、スーパーマーケット等の店舗、及びアサヒ飲料の自販機で販売されている。
ターゲット層は男性。

## 成分
ガラナ、マカ、アルギニン、カフェイン、高麗人参、ローヤルゼリー、ビタミンB6、ビタミンC、ナイアシン、ロイシン、イソロイシン、バリン

## 製品ラインナップ
- ドデカミン[3]（500mlペットボトル）
- ゼロしか勝たんドデカミン[4]（500mlペットボトル）
- ドデカミンストロング[5]（300mlボトル缶、280mlペットボトル）
- ドデカミンBIG（600mlペットボトル）
- ドデカミンmini[6]（250ml缶）

### その他の商品
- スーパーH₂O×ドデカミン（2022年8月発売。スポーツドリンクH₂Oとドデカミンを合わせた飲料。大塚製薬のポカリスエットとオロナミンCを混合した、通称「オロポ[7]」のようなもの）。

## オリジナルキャラクター
- ドデカマスク